# گانش (فیلم ۲۰۰۹)
گانش (به انگلیسی: Ganesh) فیلمی هندی محصول سال ۲۰۰۹ و به کارگردانی ام. ساراوانان است. در این فیلم بازیگرانی همچون رام پوتینینی، کجال آگاروال، پونام کائور، اشیش ویدیارتی، روهینی هاتانگادی و ساپتاگیری ایفای نقش کرده‌اند.